# Генрик Штіфельман
Генрик Штіфельман (Henryk Stifelman, 1870 Одеса — 10 червня 1938) — польський архітектор.

## Біографія
Народився 1870 року в Одесі. Працював під керівництвом Миколи Толвінського. Одночасно з Толвінським переїхав до Варшави, де 1897 року заснував підприємство спільно зі Станіславом Вайссом. Від 1900 року редагував розділ «Архітектура» у варшавському часописі «Przegląd Techniczny». Від початків член «Товариства опіки над пам'ятками минулого». Належав до «Кола архітекторів» у Варшаві. Тривалий час входив до правління як секретар. Член правління «Видавничої артілі польських архітекторів», яка зокрема видавала журнал «Architektura i Budownictwo». Збудував близько 100 об'єктів. Брав участь у багатьох архітектурних конкурсах. 1910 року спільно з архітектором Станіславом Вайссом експонував проєкт гідропатичного санаторію, спільно з Толвінським — проєкт вілли під Варшавою, а також власний проєкт літнього будинку під Варшавою на виставці польських архітекторів у Львові.
Роботи у Варшаві
- Дім на вулиці Служевській, 3 (1903, спільно з Миколою Толвінським).[2]
- Дім на вулиці вулиці Маршалковській, 81а (1906, співавтор Станіслав Вайсс).[3]
- Дім Броніслава Массальського на вулиці Окшій, 26, на розі з вулицею Ягеллонською. Збудований 1906 року. Приписується спілці Штіфельмана і Вайсса.[4]
- Будинки на вулиці Маршалковській, 21 і 31 (співавтор Станіслав Вайсс).[5]
- Дім на вулиці Новогродській, 18 (співавтор Станіслав Вайсс).[5]
- Дім на вулиці Золотій, 45 (співавтор Станіслав Вайсс).[5]
- Дім на вулиці Мьодовій, 3 (співавтор Станіслав Вайсс).[5]
- Дім на вулиці Багателі, 13—15 (співавтор Станіслав Вайсс).[5]
- Дім на вулиці Гожій, 3 (співавтор Станіслав Вайсс).[5]
- Дім на вулиці Сенкевича, 2.
- Дім на вулиці Хмєльній, 6.
- Корпуси шпиталю в місцевості Чисти.
- Шпиталь на вулиці Плоцькій.
- Оселя з дешевих помешкань ім. подружжя Вавельбергів на вул. Людвіки, 2.
- Конкурсний проєкт розбудови дому Кредитного товариства. І нагорода.
- Конкурсний проєкт розбудови приміщень Музею промисловості і рільництва. ІІ нагорода.
- Конкурсний проєкт розбудови шкіл початкових на вулиці Лєшно. ІІ нагорода. Близько 1907 року.[6]
- Конкурсний проєкт будівлі Школи красних мистецтв. II місце. Співавтор Станіслав Вайсс. 1912 рік.[7]
- Виховний заклад єврейської гміни ім. Міхала Бергсона на вулиці Ягеллонській, 28. Будинок модерністичний, з елементами бароко. Збудований у 1913–1914 роках. Розповсюджена у літературі версія про співавторство Станіслава Вайсса є хибною.[8]
- Гуртожиток для єврейських студентів на вулиці Сераковського, 7. Збудований у 1924–1926 роках. Початково планувався на розі вулиць Широкої і Ягеллонської. Для цієї ділянки існував відповідний проєкт Штіфельмана від 1923 року, про який однак невідомо жодних деталей.[9]
- Проєкт будинку юдаїстичної бібліотеки при Великій синагозі у Варшаві. На закритому конкурсі 1927 року не здобув нагород. Штіфельман був також автором ескізу, який послужив основою для укладення умов конкурсу.[10]

Роботи в інших населених пунктах
- Конкурсний проєкт вілли в Рашкові. I нагорода. 1903 рік.[11]
- Конкурсний проєкт будинку Ощадної каси і казино в Ряшеві. III місце. Співавтор Станіслав Вайсс. 1906 рік.[12]
- II місце на конкурсі проєктів санаторію для грязелікування у Криниці-Здруй 1906 рік. Співавтор Станіслав Вайсс.[13]
- I нагорода на конкурсі проєктів робітничої колонії у Страховіцах. 1920 рік.[14]
- Проєкт санаторія на вулиці Любельській у Радомі (1920).[15]